# バンハーン・シラパアーチャー
バンハーン・シラパアーチャー（タイ語: บรรหาร ศิลปอาชา、英語: Banharn Silpa-archa、中国語: 馬德祥、1932年8月19日 - 2016年4月23日）は、タイ王国の政治家、実業家。首相を務めた。  
多額の資産を持ち、政界で影響力を行使したことから、｢歩くATM｣という異名を持つ。資産は33億6900万バーツ｡

## 経歴
バンハーンは中国移民(潮州系)の息子に生まれた。地元のスパンブリー県で建設業、セメント工場、印刷工場、石油化学工場等を経営して財産を築いた。
チャートチャーイらが設立した国民党に参加し､1976年にスパンブリー県選出の下院議員となる。1980年から農業相、運輸通信相、工業相、財務相、内務相を歴任、1994年に国民党党首となった。
1995年7月の総選挙で国民党は第一党となり、バンハーンは7党連立政権の首相に就任した。バンハーン内閣は民主化への道を模索するとともに、第5回ASEANサミット、ASEM会議議長国として外交面では一応の成功を収めた。だが、経済の停滞や度重なる汚職疑惑により国民の支持を失っていった。1996年9月、内閣不信任決議案審議の後、バンハーン内閣は解散総選挙に追い込まれた。選挙は接戦の末に副首相兼国防相のチャワリット率いる新希望党が第一党となった為、バンハーンはチャワリット内閣に政権の座を譲った。
首相辞任後も国民党党首を引き続き務め、国民党はタクシン内閣の2001年から2004年にかけては与党、2005年の下院選挙でタクシン派のタイ愛国党が議席の大半を占めた後は野党となった。2006年の軍事クーデターでタクシンが失脚した後はタクシンと距離を置くような発言をしていたが、出直し選挙後にタクシン派の人民の力党が第一党となるや、タクシン派のサマック内閣、ソムチャイ内閣で国民党は与党となった。
2008年12月にはタイ憲法裁判所から2007年下院選挙における選挙違反を咎められて、国民党解党命令と同時に5年間の参政権の停止の措置を受けた。ただその後は、反タクシン派のアピシット内閣で与党となったタイ国民開発党の顧問として指導者的立場となった。
このように少数政党の党首として、キャスティング・ボートを行使して内閣を渡り歩いたことから、政界を巧みに泳ぐ様、また、そのつかみどころの無さを評して政敵やメディアから「うなぎ」 と呼ばれるようになっていった。
2010年3月と同年4月にバンコクにある私邸前に手りゅう弾が投げ込まれて爆発するという事件が起きている。本人に怪我は無かったものの、負傷者が出た。
2016年4月23日、バンコクで83歳で死去。

## 選挙区事情

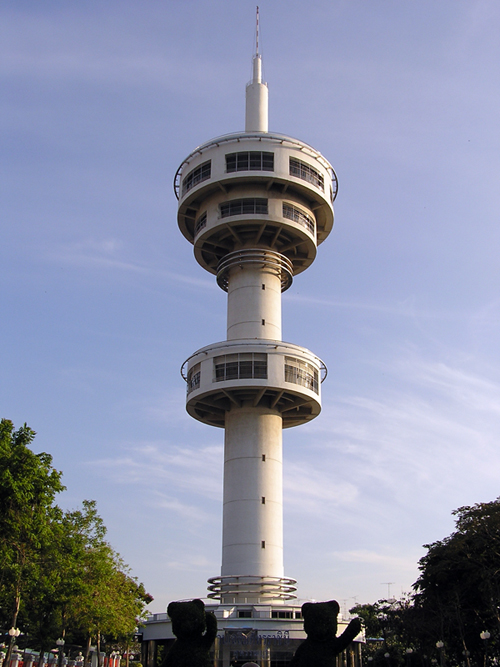
バンハーン・ジャムサイ・タワー

バンハーンは地元の選挙区であるスパンブリー県に強い地盤を持ち、選挙に強いことで知られる。と同時に地元の選挙区であるスパンブリー県に様々な公共事業を誘致し、発展させてきたことでも知られ、街にはタイ屈指の中央分離帯と街路樹を備えた広い道路が多数存在している。
また、スパンブリー県にはバンハーンの名前を冠した施設が多数存在している。中でも特筆すべきものとしてチャルーム・パッタラ・ラーチーニ公園内の「バンハーン・ジャムサイ・タワー」（スパンブリタワー）が存在する。
このタワーはバンハーンが主宰する財団によってシリキット王妃の60歳の誕生日を祝って1992年に建てられた。このタワーはタイで最初に造られたタワーであり、高さ123.25メートルを誇る。観光名所としても知られており、タワーに登ってあたり一面を一望することが出来る。